# Bohuslav Matěj Černohorský
Bohuslav Matěj Černohorský (Nymburk, Bohemia, 16 de febrero de 1684 - Graz, Austria, 1 de julio de 1742) Fue un compositor, organista y profesor checo de la época barroca. Escribió, entre otras obras, motetes, otras obras corales (una fuga Laudetur Jesus Christus es citada por la Biblioteca de Música Barroca como un excelente ejemplo en su género) y obras para solo de órgano.

## Biografía
Bohuslav Matěj Černohorský nació en Nymburk en Bohemia Central antes del 16 de febrero de 1684 (su certificado de bautismo está fechado el 16 de febrero de 1684). Era hijo del organista y cantor Samuel Josef Černohorský (1648-1726). Con él recibió lecciones de órgano y su primera formación musical. De 1700 a 1702 estudió filosofía y teología en la Universidad de Praga. Después de completar su licenciatura , ingresó a la Orden de los Minoritas en la Basílica de San Jacob a la edad de 19 años . Continuó sus estudios en el convento de San Jacob y allí fue ordenado sacerdote el 2 de junio de 1708. Bajo la dirección del padre provincial Bernard Artophae (alrededor de 1650-1723), un compositor bohemio de los Minoritas, la orden se dedicó intensamente a la música y mantuvo un conjunto permanente de músicos y cantantes en St. Jacob's. Esto le dio a Černohorský la oportunidad de desarrollar aún más su talento musical. Cuando St. Jakob recibió un nuevo órgano en 1705, Černohorský pudo perfeccionar su interpretación del órgano. 

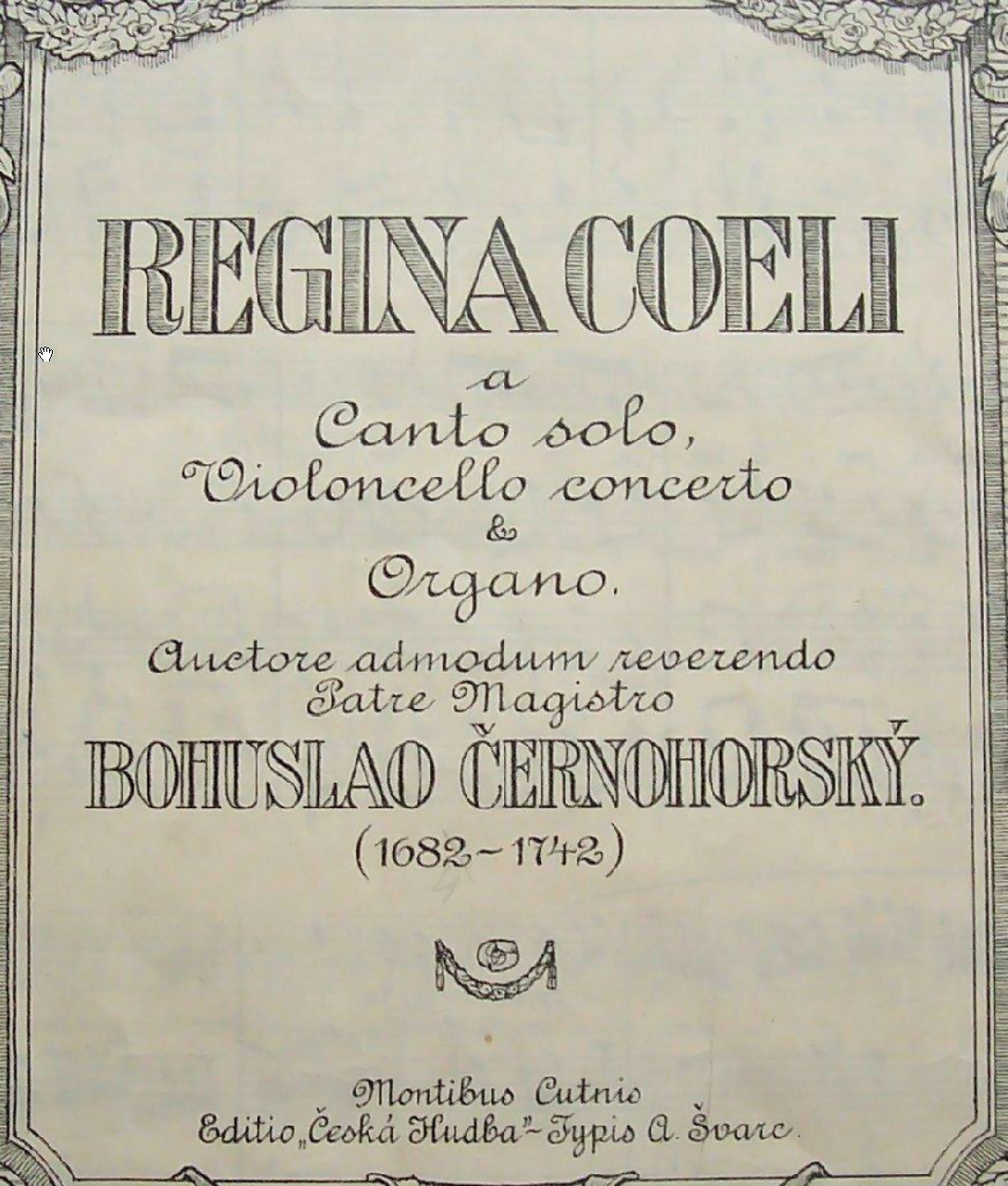

Černohorský utilizó los contactos tradicionales de los minoristas de Praga con sus frailes del norte de Italia y viajó a Asís en 1710 . Recibió el cargo de organista jefe en la Basílica de San Francisco de Asís (1710-1715). De 1715 a 1720 trabajó como organista y regente del coro en la basílica de San Antonio de Padua , uno de los más importantes centros de música de la iglesia en el norte de Italia en ese momento. Černohorský enseñó composición y probablemente fue el maestro del futuro violinista y compositor italiano Giuseppe Tartini . La ópera lo impresionó en sus visitas a Veneciacomo una nueva forma musical. En Asís escribió la cantata de doble coro Regina coeli , obra maestra de la polifonía. Es una de sus obras más bellas y más representadas. La influencia de la ópera italiana también es evidente aquí.
Después de diez años en Italia, Černohorský regresó a Bohemia en 1720 y continuó sus actividades compositivas y educativas. Trabajó en Vratislav y Kladsko en Silesia y luego en Praga en la Iglesia de Tyn y la Basílica de San Jacob. Pasó los años 1727-1730 en el convento de Horažďovice . Aquí probablemente compuso su motete vocal-instrumental Laudetur Jesucristo para soprano, alto, tenor y bajo, acompañado de cuerdas, trompetas y órgano, otra obra maestra de la polifonía. Los minoristas de Vratislav le otorgaron el título de Magister musicaepor su virtuoso órgano y su labor compositiva y educativa. En los años siguientes probablemente visitó Italia cuatro veces más. Allí celebró un gran éxito como organista y compositor y fue llamado Il padre Boeme (el padre bohemio) en público.
A partir de 1731 volvió a trabajar como organista en Padua. Después de otros 10 años decidió regresar a Praga. Murió en su viaje de regreso a Graz, probablemente en el convento minoritario de allí.
Bohuslav Matěj Černohorský, junto con Jan Dismas Zelenka, son considerados los principales exponentes del barroco musical bohemio y gozaron de gran fama durante su vida. Pero solo algunas de sus obras han sobrevivido. El incendio del archivo de la Basílica de San Jacobo destruyó parte de él en 1754. Su Toccata en Do mayor, una de sus obras más interpretadas, y sus fugas de órgano se encuentran entre las composiciones de órgano más antiguas de Bohemia. A su actividad educativa se le atribuye una importancia mucho mayor que su legado compositivo. La personalidad artística de Černohorský tuvo una gran influencia en los jóvenes músicos checos. A su nombre se asocia toda una escuela de compositores, a la que Jan Zach ,Se cuentan a František Ignác Tůma, Josef Seger , František Xaver Brixi y Česlav Vaňura. Estos y otros músicos compusieron de acuerdo con sus ideales y tradición e hicieron una importante contribución al desarrollo de la música bohemia en la segunda mitad del siglo XVIII.

## Estilo
Černohorský fue un importante representante del estilo barroco tardío. Compuso fugas y toccatas para órgano, así como obras vocales. Influyó profundamente en la evolución musical en checo como compositor y como profesor.

## Obras

### Musicales
- Regina coeli - cantata de concierto para 2 coros y órgano (1712). Después de 1720 reelaborado para soprano, violonchelo y órgano. Esta obra es una de sus composiciones más bellas y más interpretadas.
- Quare Domine irasceris - ofertorio para coro de cuatro partes, orquesta y órgano
- Offertorium pro omni tempore
- Quem lapidaverunt judiae orantem
- Vesperae minus solennes (un 8 vocibus) - para coro, orquesta y órgano (antes de 1710)
- Letanía Lauretanae de Beatae Virginis Maria Victoriosa - para coro de cuatro partes, orquesta y órgano (circa 1720)
- Fugue in A minor con sogetto cromatico para órgano
- Toccata C dur  para órgano
- Concerto in C para órgano
- Fugy: F-dur, d-moll, D-dur, gis-moll, c-moll, a-moll para órgano
- Laudetur Jesus Christus - para coro a cuatro voces, orquesta y órgano (1729)